# Donaubrücke Inzigkofen
Die Donaubrücke Inzigkofen verband den Ort Inzigkofen mit seinem auf der anderen, nördlichen Seite der Donau gelegenen Abzweigebahnhof, an dem sich die Zollernalbbahn und die Donautalbahn trennen. Zur Bauzeit lagen Ort und Brücke im Oberamt Sigmaringen der zum Königreich Preußen gehörenden Hohenzollernschen Lande, heute im Landkreis Sigmaringen in Baden-Württemberg.

## Geschichte
Die Donaubrücke Inzigkofen ersetzte eine durch das Hochwasser von 1891 beschädigte Holzbrücke und wurde im Jahre 1895 in nur vier Monaten nach den Plänen und unter der Oberleitung des Bauingenieurs und preußischen (bzw. hohenzollernschen) Baubeamten Max Robert Theodor Leibbrand (1851–1925) gebaut. Sie war nach der 1893 errichteten Munderkinger Donaubrücke (erbaut nach Planung von Karl von Leibbrand) die zweite dreigelenkige Beton-Bogenbrücke und gleichzeitig die erste, bei der die Gelenke offen gelassen wurden und nicht mehr, wie noch bei der Munderkinger Brücke, einige Zeit nach dem Absenken des Lehrgerüsts ausbetoniert wurden.
Die Brücke hatte einen einzigen Bogen aus unbewehrtem Stampfbeton mit einer Spannweite von 44 m und einer Pfeilhöhe von 4,46 m. Wegen der beschränkten verfügbaren Mittel und der geringen Verkehrslasten hatte sie nur eine einzige 2,50 m breite Fahrbahn und zwei je 0,65 m breite Gehwege. Zwischen den Geländern war sie somit 3,80 m breit. Die Breite des Betonbogens von 3,60 m am Scheitel nahm bis zu den Kämpfern auf 4,60 m zu. Der Bogen war am Scheitel 0,70 m stark, an den Bogenvierteln 1,10 m und an den Kämpfergelenken 0,78 m stark. Die gusseisernen Gelenke an den Kämpfern waren offen sichtbar, das Gelenk im Scheitel war unter der Fahrbahn durch ein Zoreseisen abgedeckt. In den Bogenzwickeln waren insgesamt 36 Pfeiler angeordnet, mit denen die Fahrbahn aufgeständert wurde.
Ebenso wie die Munderkinger und zahlreiche andere Donaubrücken wurde auch die Inzigkofener Brücke kurz vor dem Ende des Zweiten Weltkriegs im April 1945 von der Wehrmacht gesprengt, bevor US-amerikanische Truppen einmarschierten.
1950 wurde sie durch eine 7,4 m breite Stahlbeton-Bogenbrücke ersetzt. Da der Bahnhof aufgelöst wurde, hat sie nur noch geringe Bedeutung für den örtlichen Verkehr.